# Oiva Toikka

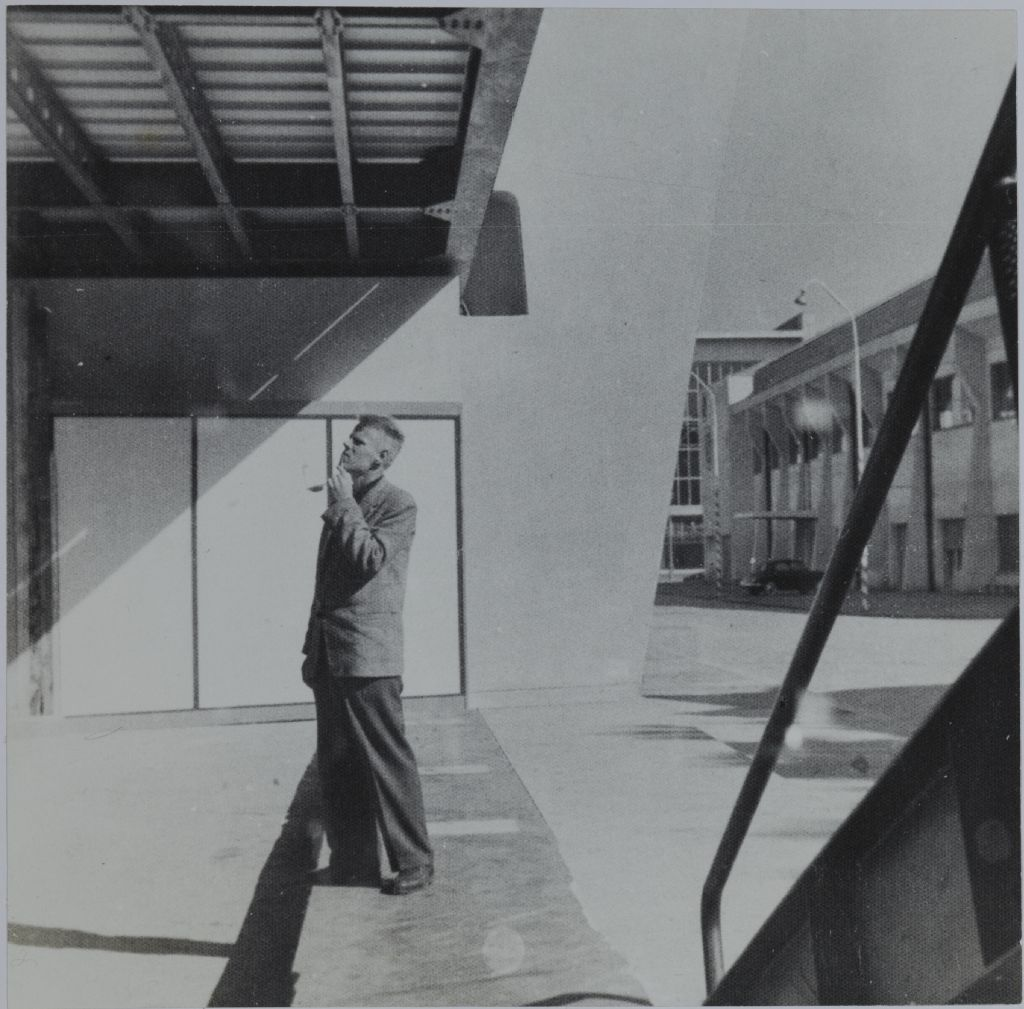
Oiva Toikka im Jahr 1954.

Oiva Kalervo Toikka (* 29. Mai 1931 in Landgemeinde Wiborg; † 22. April 2019 in Helsinki) war ein finnischer Designer.

## Leben
Nach einer Ausbildung zum Keramiker arbeitete Toikka von 1956 bis 1959 in der künstlerischen Abteilung der Porzellanfabrik Arabia. In dieser Zeit schuf er expressive Plastiken von Menschen und Tieren, die große Aufmerksamkeit fanden. Im Jahr 1963 übernahm er die Funktion als Chefdesigner der Glashütte Nuutajärvi. Hier schuf er zur Serienherstellung vorgesehene Glasobjekte sowohl aus geblasenem als auch aus gepresstem Glas. Darüber hinaus entwarf er Glasplastiken und Kunstglasobjekte.
Toikkas Arbeiten zeichnen sich durch Experimentierfreude und Farbigkeit aus. Seine Glasplastiken entledigten sich funktioneller Forderungen.

## Werke (Auswahl)

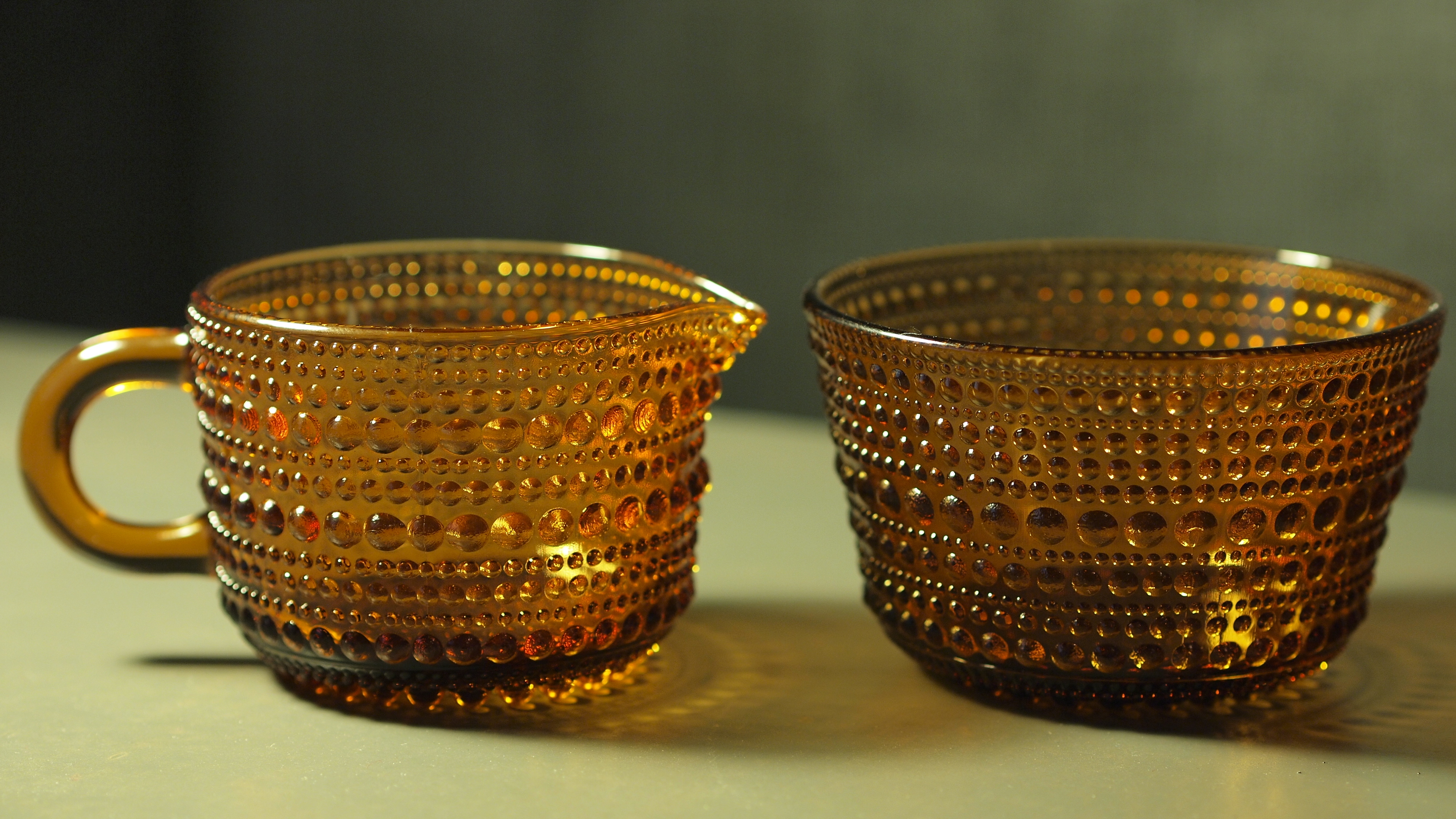
Kastehelmi (Ruby bird).

- Kastehelmi, Pressglasserie, 1964
- Flora, formgeblasen, 1966
- Fauna, formgeblasen, 1970
- Pioni, Pressglasserie, 1976